# Kametsa asaiki
Kametsa asaiki é uma filosofia de vida dos ashaninka, e significa "viver bem" ou "viver bem conjuntamente". É baseado em valores morais, que servem para a criação de seres humanos sociáveis e produtivos, contribuindo e se beneficiando dos trabalhos realizados por toda a comunidade. E esses valores são constantemente lembrados pelos líderes da comunidade durante festas, reuniões formais e informais. E, no cotidiano, os ensinamentos são repassados para as crianças através de aprendizados entre pais e filhos, de contos de mitos e participações em rituais.

## Preceitos
Os preceitos foram se moldando às necessidades da vida contemporânea dos ashaninka. É uma filosofia fluídica, que pode sofrer algumas alterações por grupos e regiões. E não é unânime a busca pelo modo de vida Kametsa asaiki.
- Ter o controle das emoções. Evitando as emoções negativas e praticar as emoções positivas.[3]
- Se alimentar de comida saudável e compartilhar.[3]
- Ter educação escolar, cuidados médicos intercultural e ser produtivo.[3]
- Ter o aipatsite (nosso território).[3]
- Uma política forte para defender os direitos dos ashaninka.[3]

## História
Os ensinamentos de um modo de vida Kametsa asaiki vem de antepassados remotos dos ashaninka. E ensinaram que para ter um corpo forte e se tornar um ashaninkasanori (verdadeiro ashaninka) precisa praticar o Kametsa asaiki, e que para ter esse modo de vida, era necessário ter um território vasto, com fonte contínua de alimentos e plantas medicinais. E os preceitos eramː controlar as emoções negativas como a raiva, o ciúme, a avareza e a tristeza, e exercitar as emoções positivas como amor e felicidade; ser produtivo, e compartilhar e receber, com felicidade, os frutos dos trabalhos realizados; e praticar o auto cuidado e cuidar dos parentes, como cuidar da alimentação, higiene e proteção, evitando alimentos prejudiciais à saúde e a ingestão de álcool.
Na década de 1980 até o início da década de 2000, o modo de vida Kametsa asaiki dos ashaninka da região amazônica do Peru foi interrompido pelo grupo guerrilheiro maoísta Sendero Luminoso, fazendo mulheres e crianças ashaninka de reféns e forçando homens ashaninka a ingressar militarmente na guerrilha ou no trabalho agrícola forçado. Este conflito armado matou mais de 6.000 ashaninka, sequestrou 5.000 indivíduos e desapareceu com 30 a 40 comunidades ashaninka.

Atualmente, os ashaninka lutam para buscar o modo de vida Kametsa asaiki, mas constantemente suas terras são ameaçadas por madeireiros e traficantes de drogas. E pelo governo, que sede as terras indígenas para empresas privadas.